# Острів Соловйова
О́стрів Соловйо́ва (рос. Остров Соловьёва) — острів в Північному Льодовитому океані, у складі архіпелагу Земля Франца-Йосифа. Адміністративно відноситься до Приморського району Архангельської області Росії.

## Географія
Острів знаходиться в північній частині архіпелагу, входить до складу Землі Зичі. Розташований в протоці Трінінген, на північний схід від острова Карла-Александра.
Острів не вкритий льодом, рельєф рівнинний, на півночі знаходяться кам'янисті розсипи.